# Vibrião
Vibrião, ou vibrio é um tipo de bactéria dotada de mobilidade, em forma de bastonetes curvos, como uma vírgula. As células podem se ligar uma à outra, formando a letra "S". São bacilos gram-negativos, altamente móveis através de um único flagelo polar, não esporulados, oxidase positivos, e podem crescer em condições de aerobiose ou anaerobiose. Fermentam carboidratos e reduzem nitratos a nitritos. A estrutura de membrana se assemelha àquela de outros bacilos gram-negativos. 

Seu exemplo mais típico é o vibrião colérico (Vibrio cholerae, bactéria causadora da cólera). Esta espécie produz uma enterotoxina, importante para sua patogenicidade. Há diversas cepas de distribuição mundial, caracteristicamente em países da América Latina e países emergentes. O contágio se dá geralmente ao ingerir água ou mariscos contaminados.  
Diversas infecções menos comuns são associadas a vibriões semelhantes ao V. cholerae, sendo a espécie mais comum o V. parahemolyticus. Outras espécies halofílicas (de habitat normal em água marinha) são causadoras de diarreia ou infeções em cortes contaminados com água marinha. o V. vulnificus pode causar, além de infecções de feridas e gastroenterite, uma bacteremia de consequências potencialmente letais. Entre outras espécies de importância médica, estão o V. mimicus, V. damsela, V. alginolyticus, V. fluvialis, V. metschnikovii,  e o V. hollisae.